# Évasion (film, 1935)
 (juillet 2021).
Si vous disposez d'ouvrages ou d'articles de référence ou si vous connaissez des sites web de qualité traitant du thème abordé ici, merci de compléter l'article en donnant les références utiles à sa vérifiabilité et en les liant à la section « Notes et références ».
Pour les articles homonymes, voir Évasion (homonymie).
Pour plus de détails, voir Fiche technique et Distribution.
Évasion est un film français réalisé par René Clément, sorti en 1935.

## Synopsis
Un prisonnier s'évade par la pensée en regardant par la fenêtre.

## Fiche technique
- Titre français : Évasion
- Réalisation : René Clément
- Pays d'origine :  France
- Langue originale : français
- Format :  Noir et blanc - 1,37:1 - 35 mm - son mono
- Genre : Drame
- Durée : 6 minutes
- Dates de sortie : France : 1935